# Dead Trigger 2
Dead Trigger 2 — відеогра, у жанрі шутер від першої особи, створена компанією Madfinger Games в 2013 році. Створена для таких ігрових платформ, як: Android, Windows Phone та iOS. Головний герой гри — Кайл, виживший що переживає зомбі-апокаліпсис.

## Сюжет
Сюжет гри проходить в недалекому майбутньому, де уряд втратив свою силу, так як почався зомбі-апокаліпсис. У грі присутні 36 лінійних місій і додаткові місії, в складі яких Арена Смерті.

## Лінійні місії
Лінійні місії проходять в 4-х континентах — Північна Америка (США), Африка, Азія (Китай) і Європа. Перші 7 місій -США, навчають гравця основам гри, а решта — сама основа гри. Наступні 10 місій проходять в Африці, 10-в Китаї і останні 9 — в Європі.

## Проходження місій

### США
Спочатку герой з'являється в місті. Навіть знайшов одного вижившого, який попросив принести йому води. Щойно головний герой приходить із водою до нього, як виясняється, що він теж заражений, через що і довелося його вбити. Згодом персонаж бачить гігантського зомбі — Титана, і відступає до підземної автостоянки. Розібравшись із кількома мерцями, головний герой рятує Алісу — лікаря. Спроба вибратися із підземної парковки не була непомітною — згодом їх помітив Титан і спробував схопити когось із них. Але ті обережно піднялися на поверхню, взяли машину і поїхали подалі від нього.
Згодом поступив сигнал від іще одного вижившого — Джоуела — механік за спеціальністю. Та інженер. Захистивши базу від атак зомбі, пізніше поступив іще один сигнал. Вижившим виявився вчений Ульріх, який заховався від Камікадзе в холодильнику. Після цього лінія фронту із зомбі перекочувала до Африки.

### Африка
Починається африканська кампанія з того, що головний герой прилітає на вертольоті. Повз нього проходить Титан, ніби не помітивши їх. Згодом пілот повідомляє героєві, що пальне закінчується і доведеться тому йти пішки, перед цим розчистивши шлях за допомогою кулемету. Зачистивши район, герой відправляється на пошуки виживших. Сліди приводять його до одного будинку. Першим його завданням стає заправка генератору і пошук води у резервуарах. Якщо перше виконується на раз-два, то з водою проблеми — її попросту не було. Наступним його завдання стає прикриття Інженера за допомогою снайперської гвинтівки, допоки той полагодить машину. Впоравшись і з цим завданням, головний герой відправляється на пошуки місцевого лідера племені . Дорогу тому перекривали Лютий та зомбі. Впоравшись із тими, герой таки знаходить місцевого лідера — чорношкірого на ім'я Табо. По дорозі перед ними раптом зачинялися кілька воріт, але усе обійшлося. Наступним завданням для головного героя було дослідження підозрілої шахти. Раптом підозріла речовина змусила вченого розташувати кілька аналізаторів ґрунту. Підозрілою речовиною виявилися радіоактивні відходи, що і змусило команду підірвати усю шахту. На кінець головному герою довелося знищити самого Титана за допомогою двох станкових кулеметів, при цьому ухиляючись від величезних брил, який той кидав у відповідь. Наступний сигнал поступив із Шанхаю…

### Азія
спочатку головний герой прямує до будівлі Міністерства Охорони Здоров'я. Зачистивши район перед посадкою за допомогою вертольоту, герой відправився досліджувати офіси Міністерства. Під час свого дослідження він помітив м'язистого червоно зомбі із розірваною жовтою майкою на ньому — Першого. Помітивши незваного гостя, той вистрибнув у вікно. Відкривши залізну шафку, яку Перший намагався пробити, головний герой зустрів іще одного вижившого — доктора Адамоса. Наступним завданням для головного героя було довести цього самого доктора до вертольоту. Але цьому завадило відсутність самого вертольоту, тому Кайлові довелося прикривати того за допомогою снайперської гвинтівки. Згодом головний герой вирішив дізнатися певну інформацію про Першого, яка, імовірно, могла зберігатися десь у серверах Міністерства Охорони Здоров'я. Перешкодою для нього стали снайпери, які розмістилися на сусідній будівлі. Ці снайпери отримали наказ знищувати усе що рухається — в тому числі могли вбити і Кайла. Знайшовши і завантаживши дані, головний герой евакуйовується через дах. Пізніше він допомагає Адамосі розмістити диспенсери для того, щоб виманити Першого. Врешті, виманивши того, Кайлові вдається вбити його. Для того, щоб дізнатися секрет Першого, потрібно було провести розтин, а для цього необхідні інструменти, які є лише в клініці. Зачистивши одну із таких, Адамос із Ульріхом, перенісши тіло Першого в операціонну, почали проводити розтин. Раптом на половині завдання стався вибух десь на вході клініки. Кайл, відправившись туди, помітив БТР, який застряг, намагаючись прорватися крізь бетоні блоки. Повернувшись до вчених, герой помічає, що Першого немає, Адамос лежить мертвий, а Ульріх забився в куток від страху. Що сталося в цей час у них — Ульріх так і не зміг нормально сказати. Згодом виясниться, що тіло Першого вкрали невідомі. Раптом сліди цього самого тіла помітили у Європі.

### Європа
Першим завданням Кайла у Європі було знайти посланця Супротиву. Але, той побачив лише Танка, який намагався вибити залізні двері. Знищивши того зомбі, ці ж двері відчиняє той самий посланець — Едді. Вибравшись із торгового центру, де вони і були, Згодом Кайл почув інформацію про, так званого, T.Н.Т — власника Арени Смерті, а також про те, що цей самий Т.Н.Т влаштовує вечірку. Кайл, зрозумівши, що його так просто на цю вечірку не пропустять, вирішив пожертвувати цілим ящиком алкоголю, який вони здобули раніше. Зустрівши цього Т.Н.Т, той розповідає, що нібито останній раз Першого бачили на одному заводі. Раптом вечірка переривається атакою зомбі, повернувшись до свого автомобіля, Кайл помічає, що Едді лежить мертвим, а зомбі поїдають його. Прийшовши до цього самого заводу, головний герой не помітив жодного натяку на те, що тут узагалі був Перший. Віднайшовши Т.Н.Т іще раз, він бере і хапає того за ногу, тримаючи за десяток метрів над бетоном на даху однієї із будівель. Той же, зі страху, і видав основну інформацію про те, що востаннє Першого бачили у університетській лабораторії. Прийшовши у ту лабораторію, Кайл зустрів навіть не одного Першого, а цілих двох. Вочевидь, це були його клони, тільки ці, на диво, значно живучіші за справжнього. Впоравшись і з ними, головний герой помічає дивний токсин у лабораторії. Отримавши противогаз від Ульріха, той ізнов відправляється у цю університетську лабораторію, щоб взяти кілька зразків. Результати аналізу дивують усіх — за допомогою цього токсину можна керувати живими істотами, і навіть зомбі…

## Додаткові місії
У грі також присутні і додаткові місії:
- Assault (знищення) — вам потрібно знищити певну кількість зомбі і при цьому вижити. Необмеженість у часі.
- Defend (оборона) — вам потрібно захистити ворота від нападів зомбі .Усього їх можна захищати 3 способами (в місіях вибираються абсолютно випадково):

1. На кулеметі — потужний кулемет, що здатний перетворити мерців на фарш. Втрачається можливість переміщення гравця.
2. Зі снайперською гвинтівкою — один постріл вбиває будь-якого зомбі, а босів — за кілька пострілів. Кулею можна навіть керувати. Втрачається можливість переміщення гравця.
3. Стандартно — зі своєю зброєю і спорядженням при цьому ваш герой може переміщатися.

- Supply-Run (доставка ресурсів) — вам потрібно віднайти і перенести ящики з припасами в одну точку. Необмеженість у часі.
- Power-Run (доставка палива) — те саме, що і в доставці ресурсів, тільки треба переносити каністри з пальним до генератора. Варто зауважити — якщо вчасно не поповнювати генератор пальним — місія буде проваленою.
- Operation (операції на час) — вам необхідно знищити певну кількість зомбі за певну кількість часу.
- Sentinel (охорона) — вам необхідно знайти вижившого і безпечно доправити його до безпечного місця.
- Seek and Destroy (знайти і знешкодити) — вам необхідно віднайти і знищити гучномовці, які в свою чергу, приманюють зомбі.

Головна додаткова місія — Арена Смерті (виживання на різноманітних етапах від зомбі)

## Арена Смерті
Арена Смерті — це додаткова місія, в якій доводиться відбивати хвилі зомбі.
Гравцеві доведеться оборонятися власними силами: зброєю та екіпіруванням. Усього гравець може нести до 30 екіпірування двох видів.
Спочатку зомбі дуже легко помирають — від одного до трьох пострілів. Але з кожною хвилею знищити їх стає усе дедалі важче. Заважають цьому іще і боси, які, в деяких випадках, йдуть групою 2-3 особини.
На щастя, гравець може використати оточення на свою користь:
1. Сумка із ліками — ця сумка здатна відновити трохи здоров'я персонажеві за умови, якщо його теперішній стан трохи гірший, аніж на початку самої місії. На жаль — ліки не безмежні. Тому доведеться використовувати їх ощадливо.
2. Кілька ящиків із боєприпасами. Теж не безмежні.
3. Катапульта — герой вдавлює спеціальну платформу у землю, яка, якщо на неї наступить зомбі — із силою викине його за межами Арени Смерті. Для звичайних зомбі це фатально, але не для босів — платформа спробує підняти їх, але зможе тільки нанести трохи урону.
4. Сильце — гравець опускає мотузку на землю, у разі чого та підійме першого-ліпшого мерця і триматиме його там до пів-хвилини або до тих пір, допоки герой сам його не вб'є. Через 30 секунд вбиває зомбі, після чого сильце можна використати знову. Здатне вбити як простого мерця, так і боса, причом ті втрачають свої властивості: Камікадзе не вибухає, якщо підійти близько, Дитя Науки не виділяє радіацію, а Плювач не здатний більше плювати невідомою речовиною у гравця.
5. Кілок — гравець опускає високий залізний кіл у землю, після чого та, у разі наближення мерця, миттєво піднімається вгору. Звичайного зомбі це уб'є миттєво, але не боса. Зате воно босові нанесе багато урону.

Під час місії можуть з'являтися «Lucky Box» — зелені ящики із білим знаком питання, яких може випасти один із 4 підсилювачів:
1. Безсмертя - близько 15 секунд гравець не може отримати ніяких ушкоджень (особливо добре проти Камікадзе та Дитя Науки).
2. Гонка за уроном - протягом 20 секунд збільшує урон гравця в 3 рази (включно зі зброєю ближнього бою).
3. Безумство ближнього бою - утричі збільшує урон, який наноситься тільки зброєю ближнього бою.
4. Подвоєння очок - збільшує очки за кожного вбитого зомбі чи боса у 2-3 рази відповідно.

## Види зомбі
Усього у грі є 3 види зомбі — звичайні, боси і супербоси.
Прості зомбі не дуже сильні і не наносять гравцеві серйозної шкоди.
Боси, а їх кілька видів можуть наносити багато урону і відрізняються більшою живучістю:
- Камікадзе — товстун із вибухонебезпечною бочкою, яку він здавлює поруч із гравцем, у разі чого та вибухає і наносить багато урону як гравцеві — так і зомбі, що були у цей час поруч.
- Дитя науки — зомбі великого розміру у науковому скафандрі. Вирізняється тим, що здатний виділяти радіацію. Чим ближче до нього підійти — тим більшу дозу радіації персонаж отримає.
- Лютий — бос, із якого стирчить дивне залізяччя. Вирізняється своєю силою і живучістю. Побачивши гравця, він миттю біжить до нього і, якщо влучає, наносить урон і звалює того з ніг, після чого зупиняється перепочити на кілька секунд. Має вразливу спину. Також під час набігу здатний збити насмерть і звичайних зомбі.
- Танк — броньований бос. Повільний, але витривалий. Підійшовши близько до гравця, вдаряє його рукою, збиваючи того з ніг. Має уразливу спину. Щоб змусити його розвернутися до гравця спиною — треба нанести тому певний урон або кинути у нього вибухівку чи підірвати вибухонебезпечну бочку поруч із ним.
- Плювач — бос із дистанційною атакою. Має властивість плюватися у гравця кров'ю і, при влучанні, гравець не може чітко бачити, допоки кров не зіллється з його обличчя. Також ця кров наносить певний урон. У ближньому бою Плювач майже не б'ється, навіть коли його атакують ножем чи молотом.

Також у цій грі є супербоси:
- Титан — гігантського розміру зомбі із щось схожим на залізний нашийник на ньому. Зустрічається протягом американської кампанії, а також у самому початку та в кінці африканської кампанії. Знищити того можна лише у кінці цієї ж африканської кампанії за допомогою двох кулеметів. Той, у свою чергу, буде кидатися у гравця величезними брилами.
- Перший — бос, що зустрічається у азійській кампанії, а також можна побачити іще двох таких у кінці європейської. Це була найперша людина, яка заразилася вірусом, що перетворює усіх на зомбі. Можна убити лише в 8 завданні азійської кампанії. Вирізняється надзвичайною високою живучістю. У європейській кампанії можна убити іще двох Перших, але то були лише його клони.

## Зброя
На відміну від минулої частини — Dead Trigger — ця гра не має жодної зброї, яку можна купити лише із золотими монетами. Але ті можна використати для прискорення виведення зброї на новий рівень. На відміну від частини, де зброя модернізувала миттєво за наявності певної кількості грошей — у цій грі для модернізації зброї потрібен певний час. Чим вищий рівень — тим довше доведеться чекати.
Пістолети:
- Подвійний глок
- Пустельний Орел
- ЦЗ 75

Дробовики:
- Ітака
- Джекхаммер
- СПАС

Автомати та пістолети-кулемети:
- АК-47
- Подвійні Узі
- М4
- М16
- ППШ
- Скар
- Скорпіон Ево
- ФН 2000

Тяжка та особлива зброя:
- Арбалет
- М1 Гаранд
- Тайп 92
- Мініган
- Гранатомет
- Реактивний гранатомет

Зброя ближнього бою:
- Метелики
- Лом
- Мачете
- Молот
- Ніж
- Розвідний ключ
- Сокира
- Шипована бита
- Мізкопил
- Бензопила

Варто зауважити — «Мізкопил» і «Бензопила» мають обмежений магазин.

## Працівники
Технік
Саме технік і визначає розвиток усіх інших працівників. Жоден із робітників — інженер, лікар, зброяр чи контрабандист — не може піднятися на рівень вище, за Техніка. Наразі максимальний рівень техніка — 10.
Зброяр
Задача зброяра — створювати та модернізовувати зброю, якщо гравець знайшов для цієї зброї усі креслення
Інженер
Задача інженера — створювати спеціальне спорядження, що допоможе вас із завданням. Наприклад:
- Вибухова курка — виманює до себе найближчих зомбі і вибухає.
- Міна — те саме, що і звичайна міна, тільки ця здатна вибухати тричі.
- Автоматична турель — турель із самонаведенням на ціль. Знищує зомбі потужними одиночними пострілами. Через певний час зникає.
- Курка з патронами — у разі необхідності може поповнити ваш боєзапас. Постійно бігає за вами. Зникає, коли рівень патронів у неї дорівнює 0 %.
- Сторожова курка — курка із влаштований кулеметом на спині. Може переміщуватися, має необмежений запас куль у собі і не зникає із часом. Але її можуть зжерти зомбі.
- Ракетна курка — курка із вмонтованою ракетою на спині. Наводиться на найближчу ціль на тому ж рівні, на якому і гравець.

Лікар
Задача лікаря — створювати різноманітні медичні препарати, які можуть вилікувати вас або і навіть врятувати життя.
Усього у лікаря є 2 препарати:
1. Знеболююче — миттєво відновлює певну кількість здоров'я і на секунду сповільнює час.
2. Автовиліковування — поступово відновлює ваше здоров'я до початкового рівня.

Контрабандист
Задача контрабандиста — продавати вам стимулятори, які здатні полегшити вам завдання. Продаються ці стимулятори на 1 годину і на 1 день. А також «друге життя» — препарат, який відновлює вам 200 життя, сповільнює час на 3 секунди і вбиває усіх зомбі у межах видимості. Можна використати, якщо завдання раптом було провалене. Усі предмети можна купити за золоті монети і тільки.
Наразі продається:
- Другий шанс
- Стимулятор здоров'я — подвоює запас здоров'я на початку завдання.
- Стимулятор урона — подвоює наносимий вами урон.
- Стимулятор швидкості — збільшує швидкість гравця до кінця завдання.
- Стимулятор грошей — збільшує кількість зароблених грошей під час завдання.

## Цікаві факти
- У лікаря Аліси на футболці можна побачити емблему самої гри Dead Trigger 2.
- Усього лише 2 рази було розіграно реальні призи переможцям Арени Смерті - IPad Mini Retina та NVidia Tablet. Вони видавалися лише абсолютним переможцям цього змагання. Решта ж отримали потішні призи у вигляді золотих монет. Варто зауважити - за вступ до цього турніру треба було заплатити 20 золотих монет і у гравця було лише три спроби набрати найбільшу кількість очок. Для турніру визначалася лише найбільша кількість.
- На реактивному гранатометі можна побачити емблему гри Shadowgun : Deathzone, а на бензопилі - Samurai Vengeance. Обидві ці гри були розроблені тією ж компанією, що і обидві частини Dead Trigger - Madfinger games. Подібне можна побачити і у грі Dead Trigger - на електронних вивісках.
- Сторожеві курки насправді озброєні двома пістолетами-кулеметами, що дуже схожі на MP.40.
- Якщо почекати певні час в сховищі, при цьому нічого не роблячи, то можна побачити діалог між певними працівниками на різні теми.
- На одному зі скріншотів гри можна побачити зомбі-спецназівця "SWAT", який був у першій частині гри. Однак у другій його немає. Замість нього з'явилися зомбі-поліцейські із підвищеною живучістю.